# Gauteng
Gauteng, tedy Země zlata, je jedna ze devíti provincií Jihoafrické republiky. Je rozlohou nejmenší, ale je nejlidnatější a nejdůležitější hospodářskou oblastí JAR. Jejím centrem je velkoměsto s mrakodrapy Johannesburg, jehož součástí je (ve světě známé svou krvavou historií) předměstí Soweto. Hlavním městem provincie je Pretoria.

## Další údaje
Gauteng vznikla roku 1994 pod názvem provincie Pretoria-Witwatersrand-Vereininging z části původní provincie Transvaal. Její rozloha je 18 178 km².
V roce 2011 na území provincie žilo 10 451 713 obyvatel. Největším městem je Johanessburg, založený zde jako osada horníků po nálezu zlata v roce 1886. Už o 14 let později zde žilo 250 000 obyvatel. Hlavním městem je Pretoria, založená roku 1855 Búrským generálem Marthinusem Pretoriusem. Je zde řada vládních budov, paláců, místem inaugurace prvního černošského prezidenta Nelsona Mandely.

## Poloha
Hraničí s dalšími čtyřmi provinciemi Jihoafrické republiky Na západě je Severozápadní provincie, na jihu hraničí se Svobodným státem, na východě s provincií Mpumalanga a na severu je Limpopo. Je provincií vnitrozemskou, daleko od pobřeží Indického oceánu.

## Obyvatelstvo
Žije zde 1,9 milionů národa Zulové, jejichž prohranou bitvu s bílými Bury připomíná zdejší muzeum Voortrekker Minument.